# Кубок мира по горному бегу 1997
13-й Кубок мира по горному бегу прошёл 7 сентября 1997 года в городе Упице (Чехия). Участники соревновались в дисциплине горного бега «вверх-вниз». Разыгрывались 8 комплектов наград: по четыре в индивидуальном и командном первенствах (мужчины, женщины, юниоры и юниорки до 20 лет). Среди юниоров могли выступать спортсмены 1978 года рождения и моложе.
Соревнования среди девушек до 20 лет впервые были включены в официальную программу Кубка мира. Забег юниорок до этого проводился один раз в 1992 году, но имел тогда статус демонстрационной дисциплины.
Турнир был организован и проведён легкоатлетическим клубом TJ Maratonstav. Старт и финиш дистанции находились в деревне Мале-Сватонёвице, находящейся в 6 км от Упице. Круговая трасса длиной 3,7 км была проложена в предгорьях горного массива Крконоше, перепад высот на одном круге составлял 300 метров.
Забеги прошли при ясной и солнечной погоде. На старт вышли 274 бегуна (116 мужчин, 66 женщин, 58 юниоров и 34 юниорки) из 28 стран мира. Каждая страна могла выставить до 6 человек в мужской забег, до 4 человек — в женский и юниорский и до 3 человек — среди юниорок. Сильнейшие в командном первенстве определялись по сумме мест четырёх лучших участников у мужчин, трёх лучших — у женщин и юниоров, двух лучших — у юниорок.
Первой победительницей Кубка мира среди юниорок до 20 лет стала англичанка Виктория Уилкинсон, опередившая на 12 секунд Дженнифер Вишнат из Германии. Хозяин соревнований Петр Лосман выиграл забег юниоров и завоевал первую индивидуальную золотую медаль для Чехии в истории турнира.
Женский забег до старта лишился одного из главных фаворитов — действующая трёхкратная чемпионка Гудрун Пфлюгер из Австрии восстанавливалась после травмы. В её отсутствие титул вернула себе Изабель Гийо, сравнявшись с Пфлюгер по количеству побед на Кубках мира (по 4). Кроме того, её выступление позволило сборной Франции в четвёртый раз подряд выиграть командное первенство. Бронзовую медаль завоевала Мелисса Мун — первая спортсменка из Новой Зеландии на подиуме Кубка мира.
Мужскую сборную Италии возглавляли чемпионы последних двух лет, Лучо Фрегона и Антонио Молинари, однако на этот раз первое место досталось другому представителю Апеннин. Неожиданную победу одержал 20-летний Марко Де Гаспери, который годом ранее выступал ещё среди юниоров (также был первым). В борьбе за золото он опередил соотечественника Давиде Милези на 14 секунд. Результаты лидеров оказались очень плотными: на финише первое место от восьмого отделила 1 минута 7 секунд.

## Призёры
Курсивом выделены участники, чей результат не пошёл в зачёт команды.

### Мужчины
| Дисциплина                                 | Золото | Золото   | Серебро                                                                            | Серебро | Бронза                                                                                      | Бронза   |
| ------------------------------------------ | --- | -------- | ---------------------------------------------------------------------------------- | ------- | ------------------------------------------------------------------------------------------- | -------- |
| 11,6 км перепад высот: +900 м −900 м       | Марко Де Гаспери Италия                                                                                     | 54.11    | Давиде Милези Италия                                                               | 54.26   | Тьерри Брёй Франция                                                                         | 54.29    |
| 11,6 км (команды)                          | Италия · Марко Де Гаспери · Давиде Милези · Лучо Фрегона · Антонио Молинари · Кармело Траини · Данило Бозио | 18 очков | Франция · Тьерри Брёй · Тьерри Икар · Сильвен Ришар · Филипп Сирье · Жан-Поль Пайе | 44 очка | Англия · Билли Бёрнс · Ричард Финдлоу · Крейг Робертс · Иен Холмс · Марк Робертс · Пол Ширд | 69 очков |
| Юниоры 7,8 км перепад высот: +600 м −600 м | Петр Лосман Чехия                                                                                           | 37.27    | Роберто Дель Сольо Италия                                                          | 37.53   | Мартин Бялек Словакия                                                                       | 37.58    |
| Юниоры 7,8 км (команды)                    | Италия · Роберто Дель Сольо · Алессио Конти · Альберто Моска · Габриэле Абате                               | 16 очков | Чехия · Петр Лосман · Даниэль Шир · Лукаш Разым · Ярослав Моллингер                | 32 очка | Швейцария · Лукас Эберле · Роджер Хартман · Томас Риккельман                                | 41 очко  |

### Женщины
| Дисциплина                                  | Золото                                                                        | Золото   | Серебро                                                                             | Серебро  | Бронза                                                           | Бронза   |
| ------------------------------------------- | ----------------------------------------------------------------------------- | -------- | ----------------------------------------------------------------------------------- | -------- | ---------------------------------------------------------------- | -------- |
| 7,8 км перепад высот: +600 м −600 м         | Изабель Гийо Франция                                                          | 40.27    | Ярослава Буквайова Словакия                                                         | 40.43    | Мелисса Мун Новая Зеландия                                       | 41.26    |
| 7,8 км (команды)                            | Франция · Изабель Гийо · Бенедикта Моль · Мартина Жаверзак-Пайе · Эвелин Мюра | 17 очков | Италия · Розита Рота-Гельпи · Флавия Гавильо · Мария Грация Роберти · Мирела Кабоди | 24 очка  | Словакия · Ярослава Буквайова · Алена Бриедова · Анна Балошакова | 38 очков |
| Юниорки 4,1 км перепад высот: +300 м −300 м | Виктория Уилкинсон Англия                                                     | 21.59    | Дженнифер Вишнат Германия                                                           | 22.11    | Зузана Коцумова Чехия                                            | 22.33    |
| Юниорки 4,1 км (команды)                    | Чехия · Зузана Коцумова · Люцие Навратилова · Ленка Ганушова                  | 9 очков  | Англия · Виктория Уилкинсон · Шарлотт Сандерсон · Эмма О’Ши                         | 11 очков | Италия · Франческа Растелли · Аша Тонолини · Джузеппина Ринаудо  | 18 очков |

## Медальный зачёт
Медали завоевали представители 8 стран-участниц.
 Принимающая страна
| Место | Страна         | Золото | Серебро | Бронза | Всего |
| ----- | -------------- | ------ | ------- | ------ | ----- |
| 1     | Италия         | 3      | 3       | 1      | 7     |
| 2     | Франция        | 2      | 1       | 1      | 4     |
| 2     | Чехия          | 2      | 1       | 1      | 4     |
| 4     | Англия         | 1      | 1       | 1      | 3     |
| 5     | Словакия       | 0      | 1       | 2      | 3     |
| 6     | Германия       | 0      | 1       | 0      | 1     |
| 7     | Новая Зеландия | 0      | 0       | 1      | 1     |
| 7     | Швейцария      | 0      | 0       | 1      | 1     |
| Всего | Всего          | 8      | 8       | 8      | 24    |